# Mergoscia
Mergoscia est une commune suisse du canton du Tessin, située dans le district de Locarno.

Photo aérienne (1946)